# Enrique Salamanca
José Enrique Fernández y Enríquez de Salamanca, o simplemente Enrique Salamanca (Cádiz, 1 de septiembre de 1943) es un pintor y escultor español. Ha participado en la V Bienal de São Paulo, en el Testimonio 72, Man-71, etc. Representado en instituciones como la Fundación Juan March, entre otras, su obra se caracteriza por la abstracción más avanzada y su modernidad en técnicas plásticas y el uso de materiales. En 1985 fue nombrado artista predilecto de la ciudad de Cádiz.

## Biografía

### 1943-1969
José Enrique Fernández y Enríquez de Salamanca nace en Cádiz, donde su padre, militar, estaba destinado. La familia se traslada posteriormente a Madrid, lugar en donde Enrique va al instituto, estudia y se prepara para Bellas Artes, también estudia delineación. 
1965 reside en la isla de Ibiza. Se casa con su actual esposa Catalina Marzá Salom etapa de expresionismo abstracto, conoce y realiza unos dibujos para el arquitecto José Luis Sert. 
1968 monta un taller de serigrafía y colabora con los artistas de la Galería Carl Van der Voort. primeros móviles en aluminio metacrilato transparente y colores complementarios. Descubre los trabajos topológicos sobre la banda de Moebius. 
En 1969 realiza imágenes de la realidad sobre plegados de bandas geométricas colores complementarios en pinturas acrílicas.

### 1970-1978
En Madrid entra en contacto con artistas, del grupo El Paso, conoce a Sempere, Millares, Zobel. Viaja a Madrid, conoce a los artistas del Grupo 57 y forma parte del grupo Nueva Generación. Conoce a Luis Gordillo, realizados 1970
1971 se traslada a Madrid. Trabaja con el ordenador de la universidad de Madrid, Seminario Generación de Formas Plásticas. Realiza su programa, sobre la banda de Moebius, Programa sobre la superficie de una sola cara, realiza sus primeras esculturas en metacrilato transparente, máquinas cinéticas en rotación tridimensionales donde también realizan trabajos Iturralde, Luis Lugán, Frechilla, Gómez Perales, Gerardo Delgado, Elena Asins, Alexanco, Sempere, Abel Martín y Soledad Sevilla. Pasa varios meses en Mallorca. Nace su hija Verónica. 
1972 máquina cinético luminosa en tubos de neón 
1973. Esculturas sobre la superficie de una cara. Consigue plegarla de forma continua y regular desarrolladas en prismas hexagonales, tetraedros, octaedros cubos, también triedros con el espejo de en acero inoxidable pulido, hasta formar estructuras regulares de una sola cara en el espacio interior y exterior, algunas cinéticas con motores.
1973 primera escultura cinética encargada por el arquitecto Miguel Oriol, cinética con motor en el parque de Madrid de hidroeléctrica Española.
1973 Medalla de oro en la VI bienal de escultura de Zaragoza.

### 1974- 1975
Ambiente de participación táctil sonoro con recorrido del espectador en la planta hexagonal, con reflejo en cuatro paneles reflexiones y formas especulares, contactos sonoros con reverberación sistemas de amplificación por micrófonos de contacto, diferente número de elementos colgados bandas de cobre y varias formas de espirales suspendidas. Figuras geométricas en disco con imágenes sucesivas. Beca de la fundación Juan March
Esculturas topológicas en el cubo y el octaedro realizadas en mallas de acero inoxidable. Homenaje a Joan Miró, Palma.

### 1977-1983
Escultura pública de gran formato por encargo del arquitecto Juan Antonio Ridruejo, Centro AZCA banco de Santander.
1978 pasa varios meses en Mallorca. Nace su hija Verónica. Homenaje a Joan Miro Palma.
1981 instalación con ensamblados en estructuras hexagonales repetidas en la misma forma en bandas de acero, cuadro acrílico focos variaciones abstractas de luz con rayo láser. Esculturas de acero y muelles incorporados, coloreados. Cuadros de madera recortada y poliéster. Exposición en la Galería Juana Mordo de Madrid. 
1983 Realiza cuadros con texturas metálicas y polvos de mármol, latón y mallas metálicas .Retratos silueta del poeta Rafael Alberti. Encuentros de poetas Andaluces La madraza, Granada. 

### 1984-1988
1984. Esculturas en el paisaje, realizaciones de gran formato en parques y jardines, Madrid. El Ayuntamiento de Madrid le encarga una escultura de Homenaje a Tierno Galván, Banda de recorrido de una cara en el octaedro que realiza en acero inoxidable, se instalará en La Vaguada. Esculturas de acero del ferrocarril, simetrías positivo negativas en el espejo de acero inoxidable pulido en el rail. Escultura en acero corten y acero inoxidable en el cerro de Palomeras IVIMA. Encargo de una escultura para la remodelación de la plaza de Benito Pérez Galdós de Madrid, realizada en acero y mármol. 
1987 Escultura en el paisaje, realizada en parques y jardines de Madrid, escultura en acero corten y acero inoxidable en el cero de Palomeras IVIMA.	

### 1989-1991
1989 Primera Escultura arquitectónica con recorrido de agua realizada en acero inoxidable y acero corten para el Ayuntamiento de Fuenlabrada. Escultura en acero inoxidable cinética con motor. Ayuntamiento de Coslada. Fuente en acero corten para el Ayuntamiento de Gétale, Madrid.
1990 Encargo de un proyecto con los arquitectos de parques del Ayuntamiento de Madrid, en acero corten y acero inoxidable, para el mirador de San Isidro, Madrid. Escultura-arquitectura espacio real e ilusorio en acero pulido al espejo y acero corten en el Parque del Oeste. Escultura por encargo de obras y autopistas de Madrid. Ventana de acero corten y acero inoxidable, nudo Norte, Madrid. 
1991 Traslada su residencia a Palma. Río celeste en el círculo y cinta sobre el mar, en acero corten y acero inoxidable, vía de Cintura de Palma. Escultura Guitarra a Picasso, Ayuntamiento de Alcobendas. Fuente Tres Menhires, en acero, Madrid.

### 1992-1994
Escultura de integración en el paisaje, proyecto encargado por el arquitecto Juan Chaves, cinética, en acero inoxidable para el parque del Campo Redondo, Palma. Esculturas para la colección de Pedro Serra, Sóller, Mallorca.
1993 Prepara por encargo del Ayuntamiento de Andrach una escultura con recorrido de agua en el paisaje del puerto.
Primer premio y medalla de oro de escultura en la Bienal de El Cairo. Esculturas de arcos en el espacio real e ilusorio. Escultura-arquitectura de integración de columnas en el agua para el Ayuntamiento de Fuenlabrada. 
Se traslada a Nueva York donde prepara proyectos para su próxima exposición. Por el mismo motivo viaja a París

### 1995-2000
1995 Escultura fuente autopista Montgat, salida Nacional II, Ministerio de fomento. Barcelona. Escultura Homenaje a García Lorca, casa Juventud en Palomeras.
1996 Escultura pentágonos reales ilusorios, autovía Vitoria-Pamplona.
1998 Escultura-fuente homenaje a Pio Baroja, en acero corten y acero inoxidable, Avda. Andalucía. Madrid.
1999 Escultura Diosa Tanit, acero corten y acero inoxidable, Ibiza. 
2000 Escultura arco partido sin límites, acero corten y acero inoxidable, Coslada, Madrid. Escultura acero corten y acero inoxidable en San Martín de la Vega, Madrid.

### 2001-2006
2001 Galaxia espiral áurea, escultura acero corten y acero inoxidable, Leganés, Madrid. 
2002 Escultura Bóveda y arco, Roquetas de Mar, Almería. 
2002 Autovía Castellón Villafamés escultura arco en la espiral, acero corten y acero inoxidable. 
2003 Concurso Glorietas Arroyomolinos. Esculturas fuente recorrido agua, acero inoxidable y corten, el agua como columnas de la escultura, siempre con ayuda de las renderizaciones de Ghesa empresa de fuentes. Madrid. 
2003 Escultura fuente Columna triángulo, Collado Mediano, Madrid. 
2004 Escultura fuente los arcos de Navalcarnero con hermanamiento a Segovia. Navalcarnero, Madrid.
2006 Escultura fuente con pérgolas. Arco y espiral en el río. Plaza pozo Concejo Navalcarnero. Arco y espiral acero inoxidable y corten columna pintada., espirales con formas de nautilus perforadas, con columnas en colores del arco iris que dejan pasar plantas y enredaderas vegetales.